# Rœschwoog
Rœschwoog is een gemeente in het Franse departement Bas-Rhin (regio Grand Est). De plaats maakt deel uit van het arrondissement Haguenau-Wissembourg. Rœschwoog telde op 1 januari 2022 2.273 inwoners.

## Geografie
De oppervlakte van Rœschwoog bedroeg op 1 januari 2022 9,75 vierkante kilometer; de bevolkingsdichtheid was toen 233,1 inwoners per km².

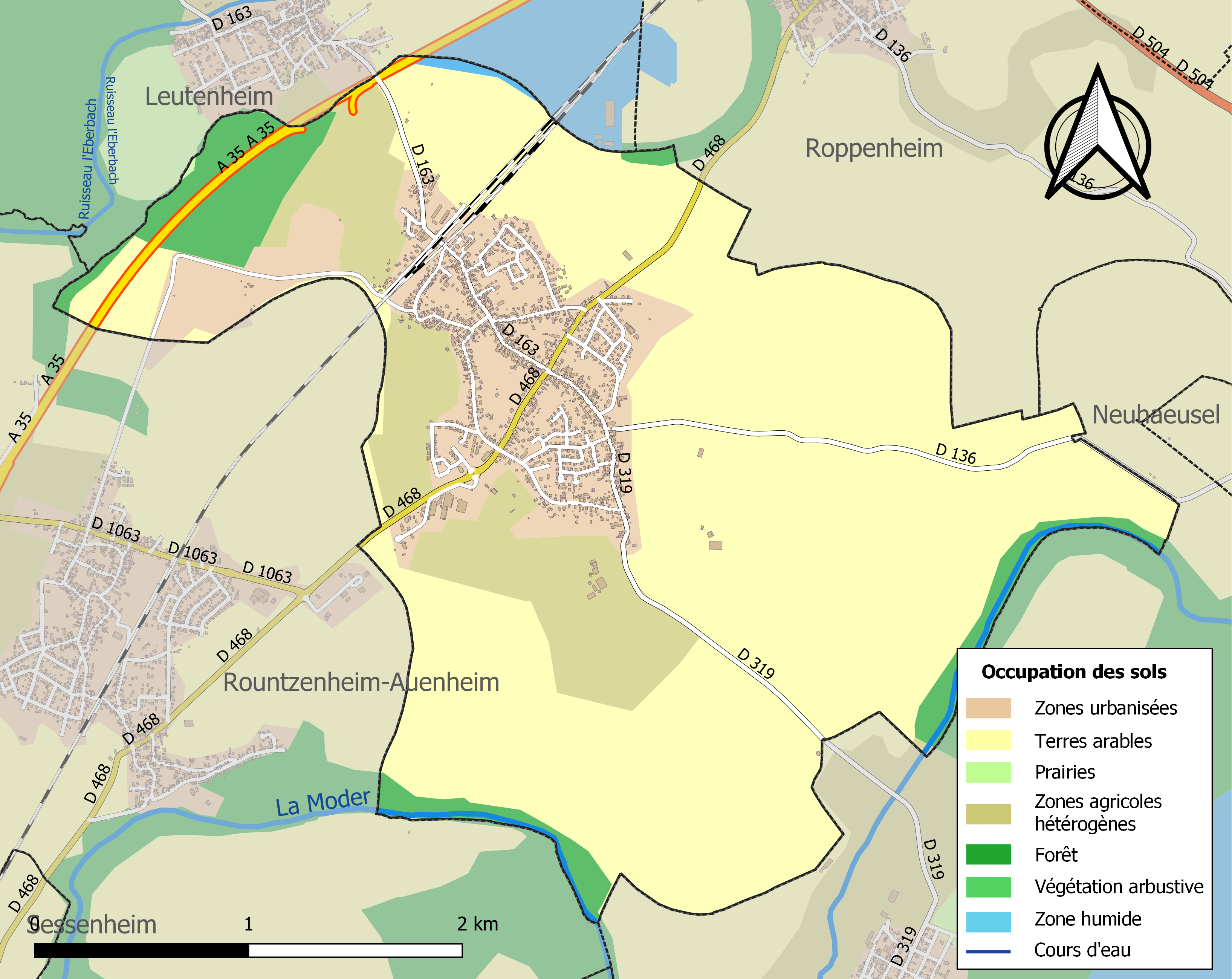
Kaart van de gemeente met de belangrijkste infrastructuur, bodemgebruik en omliggende gemeenten

## Demografie
Onderstaande figuur toont het verloop van het inwonertal (bron: INSEE-tellingen).